# Rappaport
Rappaport (I'm Not Rappaport) è un'opera teatrale del drammaturgo statunitense Herb Gardner, che debuttò a Seattle nel 1984 e l'anno successivo arrivò a Broadway.

## Trama
La commedia racconta dell'incontro tra due anziani newyorchesi: un afroamericano (Midge) e un ebreo (Nat), dai caratteri opposti. L'improbabile amicizia nasce su una panchina di Central Park, visto che entrambi convenivano dell'inutilità del modello acino epatico o lobulo di Rappaport (chiaramente inferiore al modello del classico lobulo epatico). Intorno a loro si muovono vari personaggi: Clara, figlia di Nat, uno spacciatore, un rapinatore.

## Rappresentazioni
La prima assoluta di I'm Not Rappaport è stata nel 1984 al Seattle Repertory Theatre, ripreso nel giugno 1985 off-Broadway all'American Place Theatre. Il debutto a Broadway è stato il 19 novembre 1985 al Booth Theatre per un totale di 891 repliche. La regia era di Daniel Sullivan e gli interpreti Judd Hirsch (Nat), Cleavon Little (Midge), Jace Alexander, Mercedes Ruehl.
La prima italiana è stata il 7 novembre 1989 al Salone Pier Lombardo di Milano, per la regia di Ennio Coltorti e le scene di Stefano Pace. Interpreti: Mario Scaccia, anche traduttore del testo, nel ruolo di Nat, Fiorenzo Fiorentini (Midge), Augusta Gori, Gianluca Farnese, Paolo Montevecchi, Denny Cecchini, Nicoletta Robello.

## Adattamenti
Nel 1996 l'autore diresse il film I'm Not Rappaport, uscito in Italia con il titolo Una coppia di scoppiati, con protagonisti Walter Matthau e Ossie Davis.

## Riconoscimenti
- Tony Award
  - 1986 - Tony Award alla migliore opera teatrale
  - 1986 - Tony Award al miglior attore protagonista in un'opera teatrale a Judd Hirsch
  - 1986 - Tony Award per il miglior disegno luci a Pat Collins
- Outer Critics Circle Award[5]
  - 1986 - Best Broadway Play
  - 1986 - Best Actor a Judd Hirsch
  - 1986 - John Gassner Playwriting Award a Herb Gardner